# Gârbova, Alba
Gârbova (în dialectul săsesc Urbijen äm Angderwald, Urbijen, Urbijn, în germană Urwegen, Urbegen, Urbigen, în maghiară Szászorbó, Orbó) este satul de reședință al comunei cu același nume din județul Alba, Transilvania, România.

## Istoric
Pe Harta Iosefină a Transilvaniei din 1769-1773 (Sectio 203) apare sub numele de Szasz Orbo și Urwegen.

## Date geografice
Localitatea Gârbova este situată în sudul Podișului Secașelor, la contactul cu prelungirile nordice ale Munților Cindrel.

## Evoluția denumirii localității
În diverse documente, localitatea este menționată cu următoarele denumiri:
- 1291 -  Wrbow
- 1309 -  Orbo
- 1330 -  Orbow
- 1496 -  Wrbegen
- 1500 -  Urbogen
- 1506 -  Orbo
- 1568 -  Urbeygen
- 1603 -  Urbigen
- 1696 -  Uhrbegen  (pe un potir al bisericii)
- 1733 -  Gerbova  (prima denumire în limba română)
- 1760 -  Szász Orbó (prima denumire în limba maghiară)
- 1854 -  Szász Orbó - Urwegen - Gârbova  (în cele trei limbi)

## Date geologice
Pe teritoriul acestei localități se găsesc izvoare sărate.

## Comunitatea săsească
Anual, în sâmbăta de dinainte de Rusalii sau în prima sâmbătă de după Rusalii, are loc întâlnirea sașilor din Gârbova.

## Monumente istorice
- Cetatea Greavilor, una dintre cele mai vechi din Transilvania, monument istoric și de arhitectură laică. A fost construită de un nobil sas în anul 1241. În secolul al XV-lea a fost vândută comunei. Alcătuită dintr-un turn-locuință („donjon”), transformat în secolul al XV-lea în turn-clopotniță. În secolele XV-XVI s-a adăugat o nouă incintă și un turn de poartă ("Turnul Slăninilor"). Înconjurată de o incintă circulară, cetatea este asemănătoare ca organizare celei de la Câlnic (din secolul al XIII-lea).
- Bazilica romanică din Gârbova, monument cu 3 nave și cu un turn-clopotniță, cu tribuna în extremitatea vestică a navei centrale (din secolul al XIII-lea).
- Cetatea din sec. al XIV-lea (Cetatea Urieșilor), în stare de ruină, aflată la ca. 2 km sud de Gârbova, monument istoric sub cod LMI AB-II-m-B-00224.

## Galerie de imagini

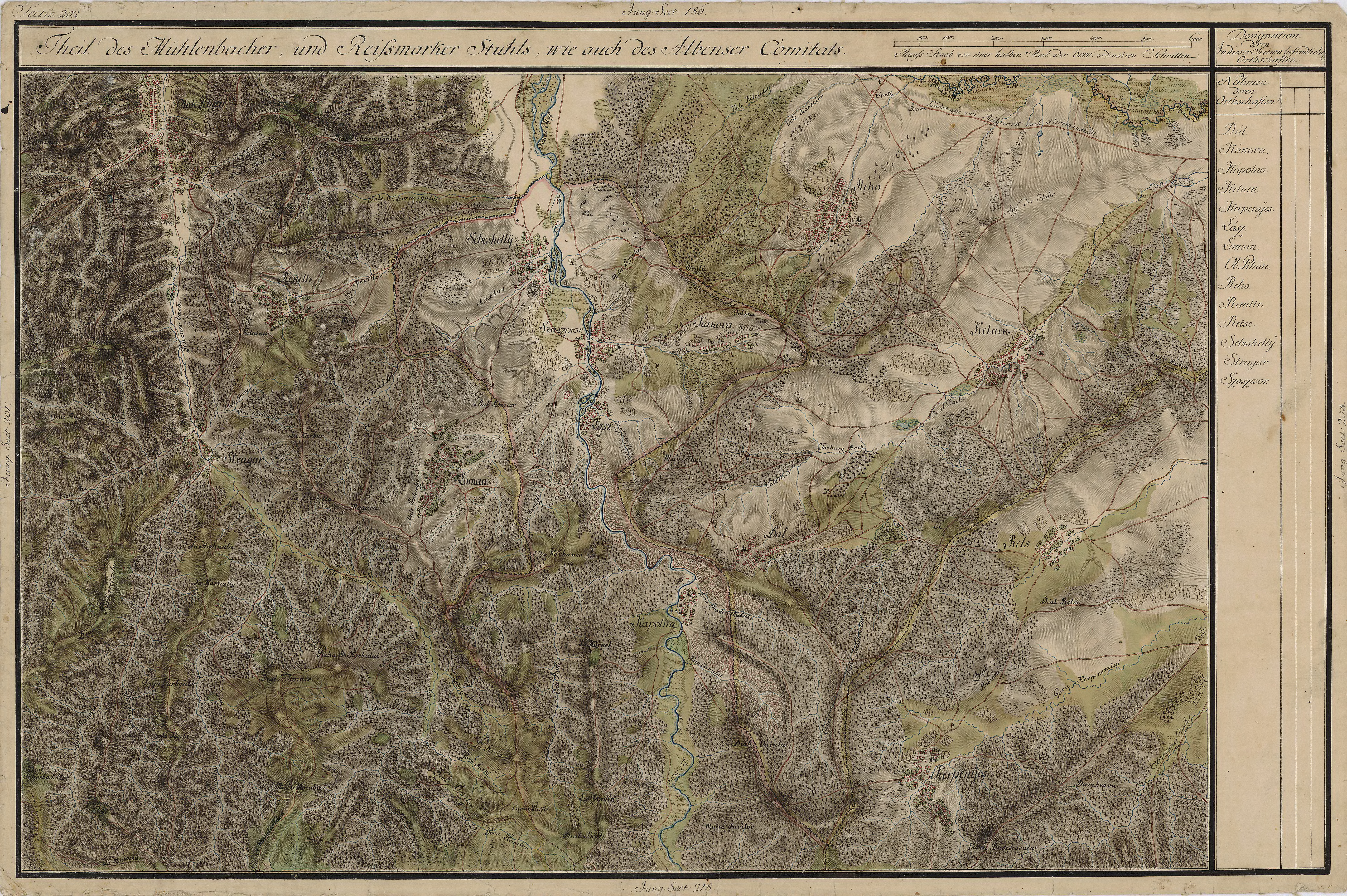
Gârbova (Szasz Orbo și Urwegen) pe Harta Iosefină a Transilvaniei (sectio 203), 1769-1773
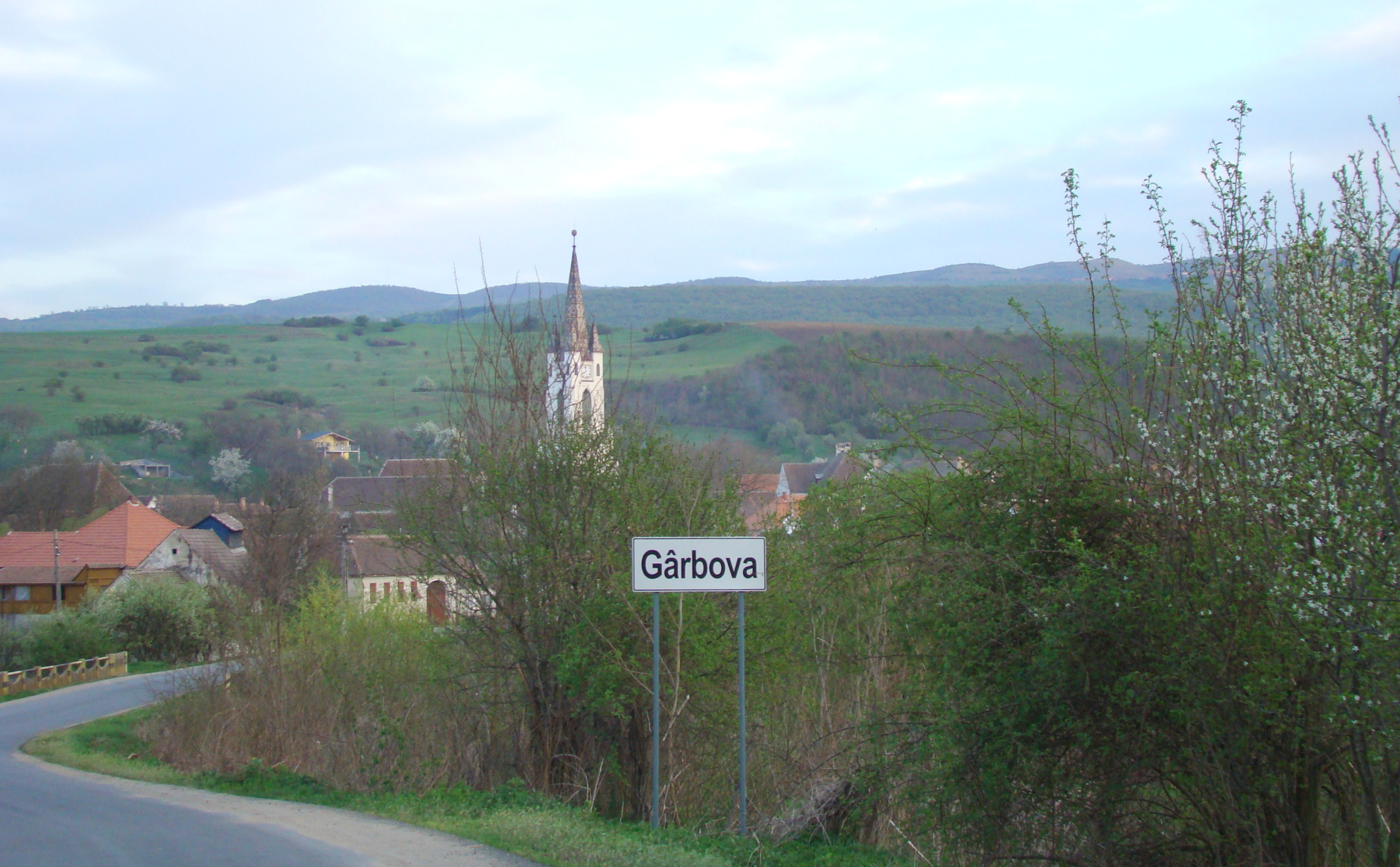
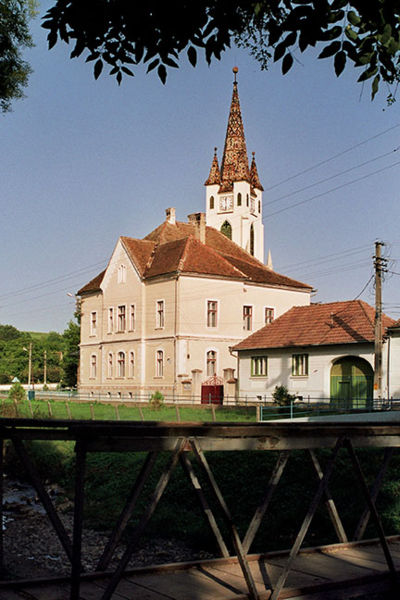
Gârbova
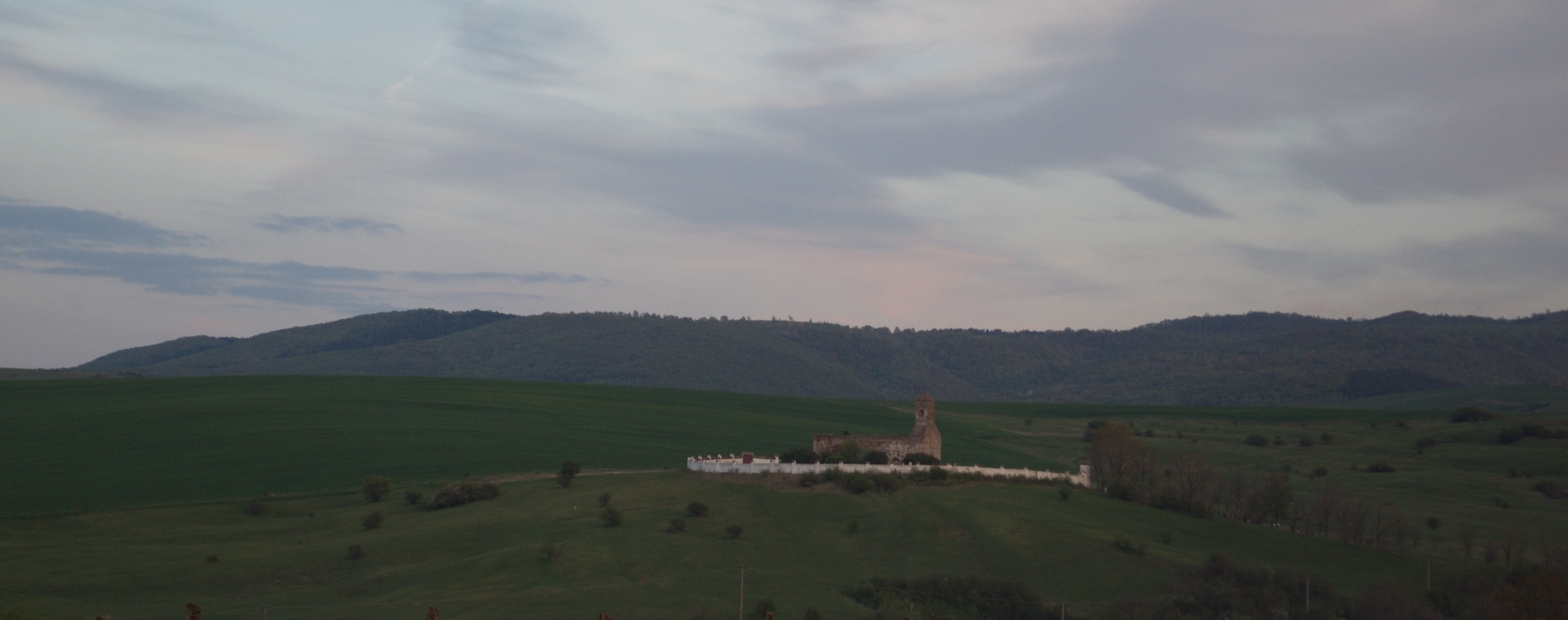
Bazilica romanică